# Hilary Duff (album)
Hilary Duff je album stejnojmenné americké zpěvačky, které vyšlo v roce 2004. Sama Hilary se k němu vyjádřila, že s albem měla více práce, jelikož se daleko více angažovala do jeho tvorby a měla nad ním větší kontrolu, než nad předešlým albem, Metamorphosis. Album obdrželo většinou velmi zápornou kritiku. Kritici ji hlavně srovnávali s Avril Lavigne a Ashlee Simpsonovou.

## Úspěchy
První singl z alba nazvaný Fly vyšel v srpnu 2004. Singl ale v rádiích vůbec neuspěl a následkem toho se špatně umístil i v Billboard Hot 100. Samotné album debutovalo v prvním týdnu prodeje na druhém místě a prodalo se jej přes 192,000 kopií, což byl nižší prodej, než u předešlé desky. Dalším singlům z desky se také moc nedařilo. Žádný z nich nezaznamenal výraznější úspěch.

## Seznam písní
1. "Fly" – 3:50
2. "Do You Want Me? „– 3:30
3. “Weird"– 2:55
4. "Hide Away" – 3:47
5. "Mr. James Dean" – 3:28
6. "Underneath This Smile" – 3:38
7. "Dangerous to Know" – 3:33
8. "Who's That Girl?" – 3:26
9. "Shine" – 3:29
10. "I Am" – 3:43
11. "The Getaway"– 3:37
12. "Cry" – 4:02
13. "Haters" – 2:56
14. "Rock This World" – 3:42
15. "Someone's Watching over Me"– 4:11
16. "Jericho" – 3:52
17. "The Last Song" – 1:25

## Umístění ve světě
| Stát        | Umístění |
| ----------- | -------- |
| Kanada      | 1        |
| USA         | 2        |
| Japonsko    | 5        |
| Světová     | 5        |
| Austrálie   | 6        |
| Nový Zéland | 14       |

### Prodej
| Prodejnost | Počet     |
| ---------- | --------- |
| Celkem     | 1,800,000 |